# Prohonî, Sosnîțea
Prohonî (în ucraineană Прогони) este un sat în comuna Zmitniv din raionul Sosnîțea, regiunea Cernihiv, Ucraina.

## Demografie
Componența lingvistică a localității Prohonî
     Ucraineană (100%)
Conform recensământului din 2001, toată populația localității Prohonî era vorbitoare de ucraineană (100%).